# Bursaria tenuifolia
Bursaria tenuifolia là một loài thực vật có hoa trong họ Pittosporaceae. Loài này được F.M.Bailey mô tả khoa học đầu tiên năm 1899.